# Kamaishi
Kamaishi (japanska: 釜石市?, Kamaishi-shi) är en stad i Iwate prefektur i Japan. Staden fick stadsrättigheter 1937.